# جورج لونش
جورج لونش (بالإنجليزية: George Lynch)‏ هو سائق فورمولا 1 أمريكي، ولد في 20 يونيو 1918 في مايلز سيتي في الولايات المتحدة، وتوفي في 7 مايو 1997.

## روابط خارجية
- جورج لونش على موقع DriverDB.com (الإنجليزية)